# 골고사리
골고사리(학명: Asplenium scolopendrium)는 고사리목 꼬리고사리과 꼬리고사리속에 속하는 상록성 양치식물의 일종으로 유럽·아시아·북아메리카 등 북반구에 매우 널리 분포한다.